# Jönköpings slottslän

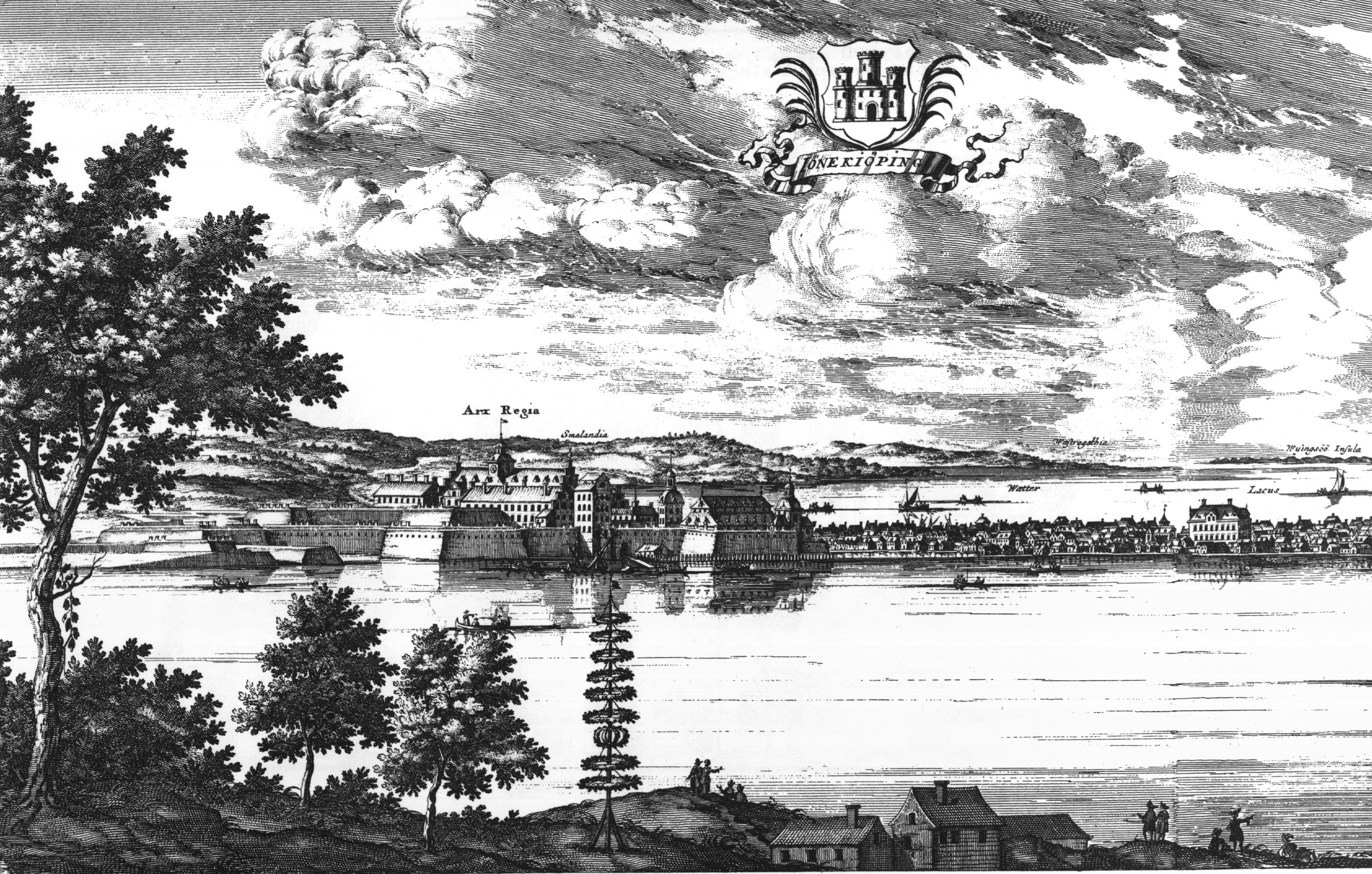
Jönköping med Jönköpings slott omkring 1700

Jönköpings slottslän var ett slottslän i det som nu är landskapet Småland. Det bildades på 1540-talet som efterträdare till Rumlaborgs län. Länets administrativa centrum  var Jönköpings slott. 
Länet omfattade från 1545 Tveta, Vista, Norra Vedbo och Jönköpings stad, samt från 1549 Mo (från 1549). Från början av 1560-talet delades området upp i olika fögderier där dock länet var huvudman liksom för Södra Vedbo härad som annars utgjort ett saprat fögderi från 1520-talet.
Slottslänet upphörde 1634 när Smålands län bildades och återfanns som huvuddelen av Jönköpings län när det länet senare bildades. 